# Fair Deal

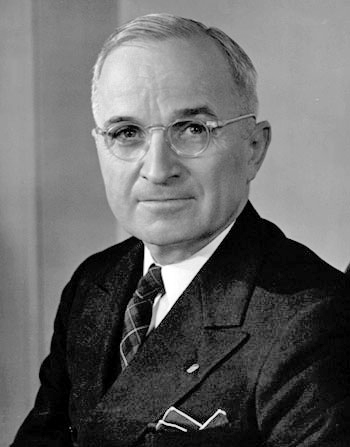
Harry S. Truman a été président des États-Unis entre 1945 et 1953.

Le Fair Deal est une réforme économique et sociale soutenue par le président Harry Truman et défendue  devant le Congrès américain le 5 janvier 1949, visant, dans la continuité du New Deal de Roosevelt, à assurer le plein-emploi, à augmenter le salaire minimum, à soutenir les tarifs agricoles, à renforcer le système de sécurité sociale, à améliorer l'habitat (par l'élimination des « taudis ») et la mise en œuvre de grands travaux. Cette réforme fut mise en place à la sortie de la Seconde Guerre mondiale, où les revendications syndicales faisaient face à la colère des patrons (loi Taft-Hartley, limitant les droits syndicaux et de grève en 1947). Parmi ses principaux concepteurs, on compte Oscar R. Ewing.